# Leiobunum cypricum
Leiobunum cypricum is een hooiwagen uit de familie Sclerosomatidae.